# Ligsdorf
Ligsdorf je občina v departmaju Haut-Rhin francoske regije Alzacija.
Leta 1990 je v občini živelo 313 oseb oz. 31 oseb/km².